# Oonops floridanus
Oonops floridanus är en spindelart som först beskrevs av Chamberlin och Ivie 1935.  Oonops floridanus ingår i släktet Oonops och familjen dansspindlar. Inga underarter finns listade i Catalogue of Life.